# Black Lodge Records
Black Lodge Records je švédské hudební vydavatelství založené v roce 2002 se sídlem ve Stockholmu. Zaměřuje se především na heavymetalovou hudbu a její podžánry. Distributorem tohoto vydavatelství je švédská společnost Sound Pollution.